# Exorista mendax
Exorista mendax là một loài ruồi trong họ Tachinidae.